# Emmanuel Alcaraz
 (juillet 2025).
La mise en forme du texte ne suit pas les recommandations de Wikipédia : il faut le « wikifier ».
Les points d'amélioration suivants sont les cas les plus fréquents. Le détail des points à revoir est peut-être précisé sur la page de discussion.
- Les titres sont pré-formatés par le logiciel. Ils ne sont ni en capitales, ni en gras.
- Le texte ne doit pas être écrit en capitales (les noms de famille non plus), ni en gras, ni en italique, ni en « petit »…
- Le gras n'est utilisé que pour surligner le titre de l'article dans l'introduction, une seule fois.
- L'italique est rarement utilisé : mots en langue étrangère, titres d'œuvres, noms de bateaux, etc.
- Les citations ne sont pas en italique mais en corps de texte normal. Elles sont entourées par des guillemets français : « et ».
- Les listes à puces sont à éviter, des paragraphes rédigés étant largement préférés. Les tableaux sont à réserver à la présentation de données structurées (résultats, etc.).
- Les appels de note de bas de page (petits chiffres en exposant, introduits par l'outil «  Source ») sont à placer entre la fin de phrase et le point final[comme ça].
- Les liens internes (vers d'autres articles de Wikipédia) sont à choisir avec parcimonie. Créez des liens vers des articles approfondissant le sujet. Les termes génériques sans rapport avec le sujet sont à éviter, ainsi que les répétitions de liens vers un même terme.
- Les liens externes sont à placer uniquement dans une section « Liens externes », à la fin de l'article. Ces liens sont à choisir avec parcimonie suivant les règles définies. Si un lien sert de source à l'article, son insertion dans le texte est à faire par les notes de bas de page.
- La présentation des références doit suivre les conventions bibliographiques. Il est recommandé d'utiliser les modèles {{Ouvrage}}, {{Chapitre}}, {{Article}}, {{Lien web}} et/ou {{Bibliographie}}. Le mode d'édition visuel peut mettre en forme automatiquement les références.
- Insérer une infobox (cadre d'informations à droite) n'est pas obligatoire pour parachever la mise en page.

Pour une aide détaillée, merci de consulter Aide:Wikification.
Si vous pensez que ces points ont été résolus, vous pouvez retirer ce bandeau et améliorer la mise en forme d'un autre article.
 (juillet 2025).
Pour les articles homonymes, voir Alcaraz (homonymie).
Emmanuel Alcaraz, né le 16 janvier 1976 à Toulon, est un historien français. Ses travaux traitent de l'histoire de l'Algérie et de ses mémoires, de l'histoire contemporaine de l'Afrique du Nord et de l'histoire des extrêmes politiques, portant simultanément sur l'extrême droite, l'extrême gauche et l'islam politique. Ses recherches se situent au carrefour des études mémorielles et de l'histoire politique.

## Biographie

### Enfance et famille
Emmanuel Alcaraz naît de parents européens originaires du Maghreb le 16 janvier 1976 à Toulon et grandit dans les quartiers du Pont du Las et des Routes dans cette ville. Il est le fils de Fernand Alcaraz (1939-2022), officier de marine marchande devenu cadre commercial, né à Oran, en Algérie, et de Denise Buono, secrétaire à l'arsenal de Toulon, née en 1940 à Bizerte, en Tunisie. Sa famille paternelle est originaire d'Alicante et de Murcie, dans le Sud de l'Espagne, et sa famille maternelle, de Catanzaro et d'Ischia, dans le Sud de l'Italie. Son oncle maternel Giovanbattista Buono (1924-1986) est un vétéran de la deuxième armée du maréchal de Lattre de Tassigny ayant participé au débarquement de Provence et grièvement blessé en Alsace.
Emmanuel Alcaraz est le père de deux enfants, Samy Alcaraz, né en 2007, et Naïl Alcaraz, né en 2011.[réf. nécessaire]

### Études
Élève à l'école Jean XXIII à Toulon et au Lycée Externat Saint Joseph-Lacordeille à Ollioules, il obtient son
baccalauréat C en 1992 puis fait une année de classe préparatoire HEC au lycée Dumont Durville de Toulon.
Il est diplômé de l'Institut d'études politiques d'Aix-en-Provence, avec un mémoire sous la direction de Jean-Yves de Cara, et de Skema Business School (master en management, programme grande école).
Il est titulaire d'un diplôme d'études approfondies en science politique, obtenu à Sciences Po Aix sous la direction d'Olivier Dabène, où il traite du néo-populisme de Hugo Chavez au Venezuela, d'un DEA en histoire des idées politiques obtenu à la Faculté de droit d'Aix-en-Provence avec un mémoire sous la direction de Michel Ganzin sur la transition de la pensée contre-révolutionnaire à la pensée démocratique (1815-1848) en étudiant Chateaubriand, Royer Collard et Lamartine et d'une maîtrise d'histoire contemporaine, sous la direction de Jean-Louis Triaud, obtenue à la Faculté des lettres d'Aix-en-Provence sur les réseaux militants dénonçant la Françafrique. Il est licencié en histoire de la faculté des lettres d'Aix-en-Provence.
Il étudie à l'université Paris I Panthéon-Sorbonne, à l'Institut national des langues et civilisations orientales, à l'université de Northumbria à Newcastle au Royaume-Uni (master of arts International business) et à l'université publique de Navarre à Pampelune en Espagne (diplôme d'université en histoire des idées politiques) où il écrit un mémoire en espagnol sur le carlisme sous la direction de Gregorio Monreal Zia (es).
En 2012, il soutient une thèse sur Les Lieux de mémoire de la guerre d'indépendance algérienne sous la direction de Benjamin Stora à l'université Paris XIII, dédiée à la mémoire du politologue Bruno Étienne, qui a enseigné à Sciences Po Aix. Cette recherche se veut une histoire politique périodisée de l'Algérie indépendante à travers ses lieux de mémoire : les monuments aux martyrs, le cimetière d'el-Alia, la prison Barberousse-Serkadji dans les années 1970, le maqam al-chahîd et le musée central de l'armée à Alger dans les années 1980 et 1990 et la bataille d'el Djorf.
Il réalise son mémoire d'habilitation à diriger des recherches à Sorbonne Université.

### Carrière et travaux
Il est chercheur associé au centre méditerranéen de sociologie, de science politique et d'histoire de Mesopolhis (UMR 7064, Sciences Po Aix) et à l'Institut de recherche sur le Maghreb contemporain à Tunis.
Il élargit ses recherches à la Tunisie en travaillant sur les migrants libyens et les migrants subsahariens dans ce pays pour étudier les dynamiques migratoires dans l'espace maghrébin. Il revisite également l'histoire de la bataille de Bizerte et de ses mémoires, la mémoire des détenus politiques d'extrême gauche de l'organisation Perspectives sous la présidence d'Habib Bourguiba. Il étudie également les mémoires des luttes anticoloniales en Tunisie de 1956 au XXIe siècle et leurs usages politiques.
Dans le but de contribuer à l'écriture d'une histoire impartiale de l'Algérie et de ses mémoires conflictuelles, il s'intéresse à d'autres objets de recherche dans ce pays : les timbres algériens, les stratégies mémorielles de contestation des opposants algériens, les élites militaires algériennes, la mémoire de Charles de Foucauld en Algérie, les lieux de mémoire de la guerre civile algérienne, les relations entre l'Algérie et Cuba de 1962 à 1965, à l'époque où Alger était la « Mecque des révolutionnaires », et leurs traces mémorielles dans ces deux états. Il souhaite écrire ainsi une histoire de l'Algérie et de ses mémoires dont l'historien se situe à l'entrecroisement par son histoire familiale, d'où le recours à une nécessaire approche autobiographique se voulant critique. Pour Emmanuel Alcaraz, « l'auto-histoire aide à comprendre la grande histoire avec laquelle elle converge au point de se confondre avec elle ».
Il collabore régulièrement au Quotidien d'Oran et à Golias Hebdo.

## Accueil des travaux
Les travaux d'Emmanuel Alcaraz sont recensés dans des revues universitaires : Historiens et Géographes (Jean-Charles Jauffret), Outre-mers (Guy Pervillé, Hubert Bonin), la revue de la société française d'histoire des outre-mers, Mémoires en jeu (Emmanuelle Comtat,Amar Mohand Amer), Journal of North African Studies (Guillaume Wadia, Clement M. Henry, Robert Mortimer), la Revue historique des Armées (Claude d'Abzac-Epezy), le carnet Histoire du monde arabe et du Moyen-Orient contemporain de l'INALCO (Chantal Verdeil) et dans des médias comme
L'Histoire (Christelle Taraud), Orient XXI (Jean-Pierre Sereni), En Attendant Nadeau (Aïssa Kadri),
el watan (Mustafa Benfodil en mars 2018 et le 23 avril 2022), L'Humanité (Latifa Madani), Témoignage chrétien (Mailys Khider), Le Jeune Indépendant (Youssef Zerrarka), Le Courrier de l'Atlas (Yassir Guelzim) ou l'hebdomadaire portugais Expresso (Margarida Mota).
Emmanuel Alcaraz participe à des numéros spéciaux sur la guerre d'Algérie et ses mémoires pour Le Monde, en collaboration avec Isabelle Mandraud, pour La Croix Hebdo en collaboration avec Antoine d'Abbundo, et pour L'Humanité hebdo, ainsi qu'à des articles pour La Vie, en collaboration avec Olivia el Kaïm, pour l'hebdomadaire d'actualité Réforme, en collaboration avec Louis Fraysse, La Montagne, en collaboration avec Sophie Leclanche, ou pour le pure player The Conversation.
Il est invité dans diverses émissions pour commenter l'actualité : la fabrique de l'histoire sur France culture, Affaires sensibles sur France Inter, Appels sur l'actualité et Afrique, mémoire d'un continent sur RFI ou encore 64 minutes sur TV5 Monde. Il participe à des podcasts sur des sites de vulgarisation comme
France capitale.
En 2023, le journaliste Guilhem Dargnies et le photographe Steve Lauper réalisent son portrait pour leur site Humanités, une culture de la
rencontre. Il a pour titre « La lave et le gouvernail ».

## Prises de position
Le 16 novembre 2019, il prend position dans une tribune publiée dans Le Quotidien d'Oran contre une publication de l'hebdomadaire Valeurs Actuelles ayant selon lui une connotation antisémite.
Il est l'auteur d'une critique sévère de l'ouvrage de Jean Sévillia, Les vérités cachées de la guerre d'Algérie, publié en 2018, qui est reprise dans le rapport Stora sur les questions mémorielles portant sur la colonisation et la guerre d'Algérie.
En avril 2019, Emmanuel Alcaraz qualifie le Hirak algérien de mouvement social « fanonien », n'associant pas systématiquement la pensée de Frantz Fanon à la violence. Selon lui, le Hirak est fanonien dans le sens postcolonial où il veut remettre en cause pacifiquement les positions dominantes des décideurs algériens au pouvoir depuis l'indépendance et redonner le pouvoir au peuple.
Dans une tribune publiée le 27 janvier 2022 dans le quotidien La Croix, Emmanuel Alcaraz pointe les limites du processus de réconciliation avec l'Algérie entamée par le président Emmanuel Macron. Il complète sa position dans le média The Conversation à l'occasion de la visite officielle d'Emmanuel Macron en Algérie en août 2022.
Très critique à l'égard de la colonisation française en Algérie, il poursuit des recherches pour établir la vérité historique sur les massacres d'Oran de juillet 1962. Il reproche à l'historien algérien Saddek Benkada de donner un bilan tronqué des événements survenus à Oran dans la notice consacrée au général Joseph Katz dans le dictionnaire de la guerre d'Algérie dirigé par Tramor Quemeneur, Ouanassa Siari-Tengour et Sylvie Thénault. En effet, Saddek Benkada écrit qu'il y eu davantage de victimes algériennes qu'européennes lors de ce massacre, ce qui est faux.
À la suite d'un entretien réalisé en 2023 avec Alain Ruscio, Emmanuel Alcaraz l'accuse de ne pas suffisamment montrer que l'historien Georges Boudarel, ancien commissaire politique dans un camp de prisonniers du Vietminh pendant la guerre d'Indochine, s'est rendu coupable de torture sur les détenus de ce camp. Cet entretien intervient au moment d'une polémique sur Jean-Marie Le Pen et la torture pendant la guerre d'Algérie au cours de laquelle Alain Ruscio insistait sur la culpabilité de Jean-Marie Le Pen. Dans un article intitulé « Le Pen et Boudarel », Emmanuel Alcaraz écrit que les deux sont des tortionnaires même s'ils n'ont pas la même idéologie et s'ils agissent dans des contextes différents.

## Ouvrages
- Les lieux de mémoire de la guerre d'indépendance algérienne, Paris, Karthala, 2017 (préface de Aïssa Kadri)  (ISBN 9782811119034)
- Histoire de l'Algérie et de ses mémoires des origines au hirak, Paris, Karthala, 2021 (préface de Guy Pervillé)  (ISBN 9782811123598)
- France-Algérie: de tragédies en espérance, Les grands entretiens de Emmanuel Alcaraz (avec Nicolas Bancel, Pascal Blanchard, Jean-Yves Camus, Dominique Casajus, Philippe Corcuff, Jean-Charles Jauffret, Paul Pandolfi, Guy Pervillé, Christian Renoux, Alain Ruscio, Oissila Saaïdia), Lyon, Golias Editions, 2024  (ISBN 2354722982)